# Zhu Youlang
Zhu Youlang (chinesisch 朱由榔, Pinyin Zhū Yóuláng, W.-G. Chu Yu-lang, * November 1623 in Peking, China; † April 1662 in Kunming, Provinz Yunnan, China), Herrschername Yongli, auch Prinz von Gui genannt, war der letzte Kaiser der Südlichen Ming-Dynastie, nachdem die Mandschuren die Ming-Hauptstadt Peking eingenommen und die Qing-Dynastie (1644–1911/12) gegründet hatten.

## Leben
Als Enkel des Ming-Kaisers Shenzong (Herrschername Wanli, 1572–1620) erhielt Zhu den Titel Prinz von Gui. Nachdem Zhu Yujian (Prinz von Tang, 1602–1646), ein weiterer Thronanwärter, von den Qing-Truppen gefangen genommen und hingerichtet worden war, floh Zhu nach Zhaoqing in Südchina und ließ sich dort zum neuen Ming-Kaiser mit dem Herrschertitel Yongli krönen. Zhus Truppen leisteten in der Stadt Guilin in der Provinz Guangxi erheblichen Widerstand; seine Armeen, ausgerüstet mit westlichen Kanonen, waren zunächst erfolgreich, so dass 1648 mehrere Provinzen unter seine nominelle Kontrolle gerieten.
|  |  |

1649 machten die Qing ihre Verluste wieder gut. Zhu wurde durch eine Reihe von militärischen Niederlagen in den Südwesten gedrängt und sah sich 1659 gezwungen, nach Myanmar (Burma) zu fliehen. Qing-Truppen verfolgten ihn bis dorthin, nahmen ihn gefangen und schickten ihn zurück nach China, wo er hingerichtet wurde.

## Brief von Helena an Innozenz X.

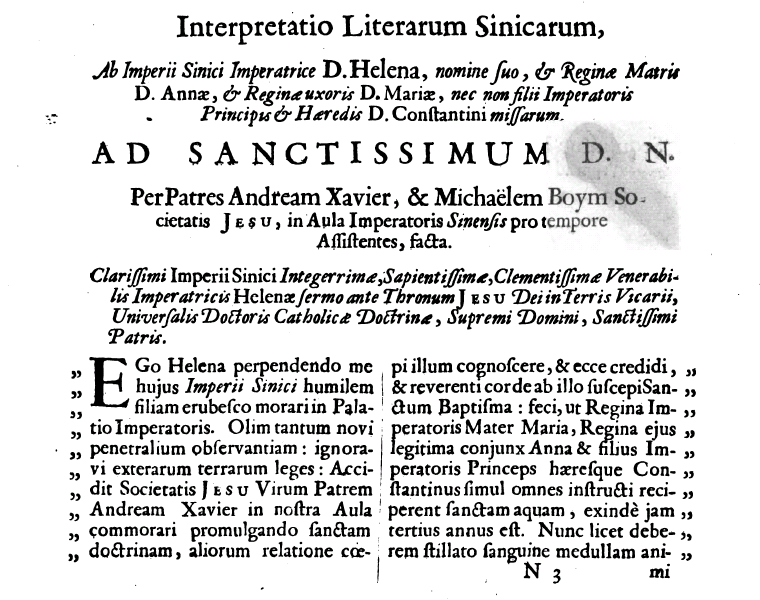
Brief der Kaiserinmutter Helena Wang an Papst Innozenz X., in lateinischer Übersetzung von Michał Boym und Andreas Koffler

Während der Kämpfe konvertierten einige Mitglieder der Kaiserfamilie zum Christentum. 1650 schickte die als Helena getaufte Kaiserinmutter den Missionar und Diplomaten Michał Boym mit einem Brief zu Papst Innozenz X., in dem sie um geistlichen Beistand und Hilfe für das Überleben der Dynastie bat. Die Antwort des Vatikans kam erst viele Jahre später zurück, als Zhu und Helena bereits tot waren.